# Hydrocotyle tambalomaensis
Hydrocotyle tambalomaensis là một loài thực vật có hoa thuộc họ Araliaceae. Đây là loài đặc hữu của Ecuador.
Môi trường sống tự nhiên của chúng là vùng núi ẩm nhiệt đới hoặc cận nhiệt đới và đồng cỏ nhiệt đới hoặc cận nhiệt đới vùng đất cao. Chúng hiện đang bị đe dọa vì mất môi trường sống.